# ア・カペラ
ア・カペラ（イタリア語: a cappella）は、簡素化された教会音楽の様式のこと。また、そこから転じて、教会音楽に限らず声楽だけで合唱・重唱を行うこと、またはそのための楽曲全般を指す。意味は「聖堂で」「礼拝堂で」の訳があげられる。起源として、グレゴリアン・チャントがある。日本語では「アカペラ」、あるいはイタリア語の発音に近い「ア・カペッラ」、英語発音に近い「アーカペラ」と表記されることもある。

## 概要/クラシック音楽

### ルネサンス期のア・カペラ
キリスト教とユダヤ教会の音楽や、初期キリスト教会の宗教音楽では、アカペラによる歌唱が広く実施されていた。また、ルネサンス音楽では、音楽家が教会を舞台にして、複雑で豪華な曲作りを競い合っていた。このため、宗教儀式なのか音楽会なのか分からない状態となり、また肝心な歌詞が聞き取りにくくなっていた。これを問題視したバチカンは、さまざまな教会改革（対抗改革・トリエント公会議）の一環として、教会音楽の簡素化にとりくんだ。こうして生まれたのがア・カペラ様式であり、それを担った代表的な音楽家がジョヴァンニ・ダ・パレストリーナである。事実、パレストリーナの曲は、それ以前の曲よりも平易で歌いやすいものが多い。イタリア語のa cappella（ア・カペラ）は、英語のin chapelに相当し、「聖堂で」「聖堂において」という意味の副詞句である。これが形容詞句・名詞句化して、教会音楽の1つの様式を指すようになった。
ア・カペラ様式の特徴は、
1. 曲の全体または一部がポリフォニーとなっている。
2. 簡素で、歌詞の聞き取りが容易である。
3. 複数のパートからなり、無伴奏または、歌のメロディーをなぞる程度の簡単な伴奏をつけて歌う形式。

というものである。
詩編は初期の宗教音楽は、弦楽器と伴っていたと記述しているが、少なくともユダヤ教と初期キリスト教の音楽は、アカペラだった。 ルネサンス合唱曲は、伴奏がつけられるとしても、楽譜は無伴奏の形で書かれているものが多い。ダウランドの作品のようにタブラチュアの形で伴奏譜がついている楽曲もあるものの、世俗曲は伴奏を即興的につけるのが普通であり、宗教曲は上記3の理由から、なおさら楽譜に伴奏パートを記す必要がなかった。こうした事情から、「ア・カペラ様式＝無伴奏合唱」というイメージが一般に浸透し、さらには教会音楽以外の無伴奏合唱や、無伴奏ボーカルアンサンブルを指す言葉として「ア・カペラ」が広く使われるようになった。
正教会においては、基本的に聖歌に伴奏をつけることが禁じられており、無伴奏合唱の形態をとる。そのため、チャイコフスキーやラフマニノフ、フリストフといった、器楽曲の面でも才能を発揮した作曲家達も、無伴奏合唱で正教会の聖歌を作曲した。無伴奏声合唱という意味ではこれもア・カペラと言えるが、正教会内では「ア・カペラ」の語を使うことはまれである。楽譜に指示された調を移調して歌うこともしばしば行われる。

## ポピュラー音楽
ポピュラー音楽におけるア・カペラは、無伴奏での歌唱のことを指す。クラシックの和声的、対位法的な構成だけでなく、ジャズ・ハーモニーによる構成を伴うこともある。楽曲は聖歌や黒人霊歌に限らず、ドゥーワップ、ゴスペル、R&B、ソウル・ミュージック、ジャズ、ロック、ポップスなどさまざまなジャンルの音楽でアカペラが取り入れられる。またクラシックの合唱とは異なり、マイクを使用する場合もあるので、声でパーカッション効果を出したり（ボイスパーカッション、ヒューマンビートボックス）、トランペットやギターなどの楽器の音を真似るなど、さまざまな表現手法を用いることができる。ハイローズ(USA)とフォー・フレッシュメンは、アカペラのパフォーマンスに複雑なジャズハーモニーを導入した。フランク・ザッパはドゥーワップとアカペラを愛していた。ジュディ・コリンズは「アメイジング・グレイス」をアカペラで録音している。
1930年代以降のバーバーショップ音楽のリバイバルや1950年代のドゥーワップ・ブームを経て、1960～90年代にかけて、欧米のミュージシャン達がア・カペラに注目するようになった。トーケンズは61年に「ライオンは寝ている」を、ザ・タイムスは63年に「なぎさの誓い」（ソー・マッチ・イン・ラブ）を発表し、ともにビルボード1位のヒットとなった。「ライオンは寝ている」は72年にロバート・ジョンとトーケンズが、「ソー・マッチ・イン・ラブ」は80年代にティモシー・B・シュミットが、90年代にオール・フォー・ワンが、それぞれリバイバル・ヒットさせ、ア・カペラのスタンダード・ナンバーになっている。フランク・ザッパは自身のレーベルから70年にア・カペラのパースエイジョンズのアルバムを発表している。パースエイジョンズは、ア・カペラの大御所グループとなり、アカペラ・ファンやドゥーワップ・ファンの間では知名度が高い。さらに80年代以降には、ロッカペラなどのコーラス・グループが人気を得た。1990年5月にはアメリカPBSの『グレート・パフォーマンス』シリーズで、パースエイジョンズやロッカペラら、ア・カペラグループが出演する「Spike & Co.: Do it a-cappella」が放送された。アメリカNBCにおいて2009年から5シーズンにわたり、ア・カペラグループのコンテスト番組『ザ・シングオフ』が放送された。1988年には楽器を用いず多重録音されたボビー・マクファーリンの「ドント・ウォーリー・ビー・ハッピー」が、映画『カクテル』の挿入歌となりビルボード1位を記録した。
日本では、キングトーンズや山下達郎、シャネルズ（ラッツ&スター）などが早くからア・カペラやドゥーワップを自らの音楽に取り入れていた。2000年頃にはア・カペラ・サークル出身のゴスペラーズが人気を得て、ア・カペラが一般に知れ渡るようになった。また、民放テレビ番組内のアカペラ・コンテストに出演したRAG FAIRは、プロ・デビューを果たした。

### 日本の主なミュージシャン
著名な人物、集団のみ掲載
- ザ・キング・トーンズ
- ラッツ&スター（シャネルズ）
- ダークダックス
- デュークエイセス
- ボニージャックス
- 山下達郎
- チキンガーリックステーキ
- ゴスペラーズ
- Baby Boo
- RAG FAIR
- Little Glee Monster（リトルグリーモンスター）

### 世界の主なア・カペラグループ

#### アメリカ合衆国
- パースエイジョンズ（英語版）
- ザ・タイムス[5]
- トーケンズ[注 2]
- スウィート・ハニー・イン・ザ・ロック[注 3]
- ロッカペラ[注 4]
- トゥルー・イメージ
- オール・フォー・ワン（英語版）
- 14カラット・ソウル（英語版）
- 4 P.M.（英語版）
- ナチュラリー7
- ペンタトニックス
- ストレート・ノー・チェイサー（英語版）
- VOX ONE
- エム・パクト（英語版）
- ザ・ハウス・ジャックス（英語版）
- ボーイズ・ナイト・アウト (Boyz Nite Out)
- ザ・ブレンダーズ（英語版）
- コミテッド（英語版）
- ホーム・フリー（英語版）
- TAKE 6

#### カナダ
- ナイロンズ（英語版）[注 5]

#### 南アフリカ共和国
- レディスミス・ブラック・マンバーゾ

#### イギリス
- キングズ・シンガーズ
- スウィングル・シンガーズ - 結成初期はフランスで活動
- フライング・ピケッツ（英語版）
- ミント・ジュレップス（英語版）[注 4]

#### スウェーデン
- ザ・リアル・グループ
- リルトンス・ヴェンネル（英語版）

#### フィンランド
- ラヤトン
- クラブ・フォー・ファイヴ（英語版）

#### オーストラリア
- アイディア・オヴ・ノース（英語版）

#### 大韓民国
- 東方神起（初期）

#### イスラエル
- ボカピープル

## 歌唱上の留意点
ア・カペラを歌唱する際には、伴奏がある場合とは異なりピッチの調節が大きな課題となる。事前にピッチパイプや音叉などで音を合わせることもあるが、それ以降のピッチのずれは蓄積していくため、歌唱者には正確な音感が求められる。

## 関連雑誌
- アカペラスタイル（リットーミュージック、2023年[6]〜）

## 関連作品

### バラエティ番組
- ハモネプリーグ（レギュラー番組: 2001年〜2002年、特別番組: 2007年〜、フジテレビ系）

### 映画および映画化された作品
- ピッチ・パーフェクト（2015年、武蔵野エンタテインメント配給）[7]
- ピッチ・パーフェクト2（2015年、東宝東和配給）[8]

### アニメおよびアニメ化された作品
- うたごえはミルフィーユ（2025年夏、TOKYO MXほか）

### その他のメディアミックス
- アオペラ -aoppella!?-（2021年〜）

### その他の漫画
- いろどり高校合唱部より（2021年〜）[9]
- ヴォカライズ[10]（2024年〜）